# Івана Абрамович
Івана Абрамович (нар. 3 вересня 1983) — колишня хорватська тенісистка.
Найвищу одиночну позицію світового рейтингу — 143 місце досягла 12 січня 2004, парну — 141 місце — 29 січня 2007 року.
Здобула 2 одиночні та 7 парних титулів туру ITF.
Завершила кар'єру 2010 року.

## Фінали ITF
| турніри $100,000 |
| турніри $75,000  |
| турніри $50,000  |
| турніри $25,000  |
| турніри $10,000  |

### Одиночний розряд (2–5)
| Результат | Ранг | Дата              | Турнір                              | Покриття | Суперниця           | Рахунок       |
| --------- | ---- | ----------------- | ----------------------------------- | -------- | ------------------- | ------------- |
| Перемога  | 1.   | 20 травня 2002    | Рієка, Хорватія                     | Ґрунт    | Мервана Югич-Салкич | 6–3, 6–3      |
| Перемога  | 2.   | 21 травня 2002    | Задар, Хорватія                     | Ґрунт    | Ленка Тварошкова    | 2–6, 6–2, 7–5 |
| Поразка   | 1.   | 1 грудня 2002     | Нонтхабурі, Таїланд                 | Тверде   | Ципора Обзилер      | 4–6, 4–6      |
| Поразка   | 2.   | 18 травня 2003    | Бромма (район), Швеція              | Ґрунт    | Мелінда Цінк        | 1–6, 2–6      |
| Поразка   | 3.   | 7 травня 2005     | Катанія, Італія                     | Ґрунт    | Ярміла Вулф         | 3–6, 5–7      |
| Поразка   | 4.   | 15 травня 2006    | Сен-Годан (Верхня Гаронна), Франція | Ґрунт    | Тімеа Бачинскі      | 5–7, 4–6      |
| Поразка   | 5.   | 29 листопада 2006 | Сан-Дієго, США                      | Тверде   | Россана де лос Ріос | 0–6, 2–6      |

### Парний розряд (7–11)
| Результат | Ранг | Дата              | Турнір                   | Покриття | Партнерка          | Суперниці                               | Рахунок       |
| --------- | ---- | ----------------- | ------------------------ | -------- | ------------------ | --------------------------------------- | ------------- |
| Поразка   | 1.   | 15 жовтня 2001    | Макарська, Хорватія      | Ґрунт    | Раффаелла Бінді    | Петра Рацлавська Бланка Кумбарова       | 4–6, 5–7      |
| Перемога  | 1.   | 3 грудня 2001     | Нонтхабурі, Таїланд      | Тверде   | Кім Чін Хі         | Чон Мі Ра Маніша Малхотра               | 6–1, 7–5      |
| Поразка   | 2.   | 8 січня 2002      | Таллахассі, США          | Тверде   | Джакелін Трейл     | Джессіка Ленгофф Ванесса Вебб           | 4–6, 3–6      |
| Поразка   | 3.   | 4 березня 2002    | Макарська, Хорватія      | Ґрунт    | Ленка Тварошкова   | Тіна Герголд Євгенія Савранська         | 7–5, 3–6, 5–7 |
| Перемога  | 2.   | 27 травня 2002    | Макарська, Хорватія      | Ґрунт    | Дженні Белобрайдіч | Жужанна Фодор Дороттья Магаш            | 6–4, 6–0      |
| Перемога  | 3.   | 1 грудня 2002     | Нонтхабурі, Таїланд      | Тверде   | Тедзука Ремі       | Аманда Огастус Деббі Гак                | 6–2, 6–1      |
| Поразка   | 4.   | 22 листопада 2004 | Сан-Луїс-Потосі, Мексика | Тверде   | Марія Абрамович    | Ганна Коллін Карен Патерсон             | 4–6, 6–2, 2–6 |
| Поразка   | 5.   | 21 березня 2005   | Рим, Італія              | Ґрунт    | Штефані Гайднер    | Валентіна Сульпіціо Сандра Заглавова    | 5–7, 7–5, 1–6 |
| Перемога  | 4.   | 15 листопада 2005 | Пуебла, Мексика          | Тверде   | Марія Абрамович    | Бетіна Хосамі Вероніка Сп'єхель         | 6–4, 4–6, 6–7 |
| Поразка   | 6.   | 3 квітня 2006     | Путіньяно, Італія        | Тверде   | Марія Абрамович    | Анастасія Родіонова Аріна Родіонова     | 6–1, 1–6, 5–7 |
| Перемога  | 5.   | 15 травня 2006    | Сен-Годан, Франція       | Ґрунт    | Алла Кудрявцева    | Марія Хосе Архері Летісія Собрал        | 6–2, 6–0      |
| Перемога  | 6.   | 31 липня 2006     | Мартіна-Франка, Італія   | Ґрунт    | Орелі Веді         | Едіна Галловіц-Халл Мервана Югич-Салкич | 6–3, 6–2      |
| Поразка   | 7.   | 14 листопада 2006 | Мехіко, Мексика          | Ґрунт    | Марія Абрамович    | Ларісса Карвальйо Жоана Кортез          | 5–7, 2–6      |
| Поразка   | 8.   | 21 листопада 2006 | Пуебла, Мексика          | Тверде   | Марія Абрамович    | Марія Фернанда Алвеш Гана Шромова       | 4–6, 3–6      |
| Перемога  | 7.   | 29 листопада 2006 | Сан-Дієго, США           | Тверде   | Гана Шромова       | Крістіна Фусано Алік Цубанос            | 6–4, 6–3      |
| Поразка   | 9.   | 16 липня 2007     | Дніпро, Україна          | Ґрунт    | Марія Абрамович    | Аміна Рахім Аріна Родіонова             | 5–7, 6–4, 2–6 |
| Поразка   | 10.  | 24 вересня 2007   | Подгориця, Чорногорія    | Ґрунт    | Марія Абрамович    | Даниця Крстаїч Сандра Мартинович        | 1–6, 2–6      |
| Поразка   | 11.  | 22 жовтня 2007    | Мехіко, Мексика          | Тверде   | Марія Абрамович    | Аранча Рус Нікол Тіссен                 | 0–6, 1–6      |